# 卡里略港區
卡里略港區（西班牙語：Puerto Carrillo），是哥斯達黎加的一個區，位於該國東部利蒙省，處於太平洋沿岸，面積75.9平方公里，海拔高度65米，2011年人口1,574，人口密度每平方公里20.74人，2013年6月人口統計為1775人。